# Bistum Varanasi
Das Bistum Varanasi (lateinisch Dioecesis Varanasiensis) ist eine in Indien gelegene römisch-katholische Diözese mit Sitz in Varanasi. Patrone des Bistums sind Johannes der Täufer und Fidelis von Sigmaringen.

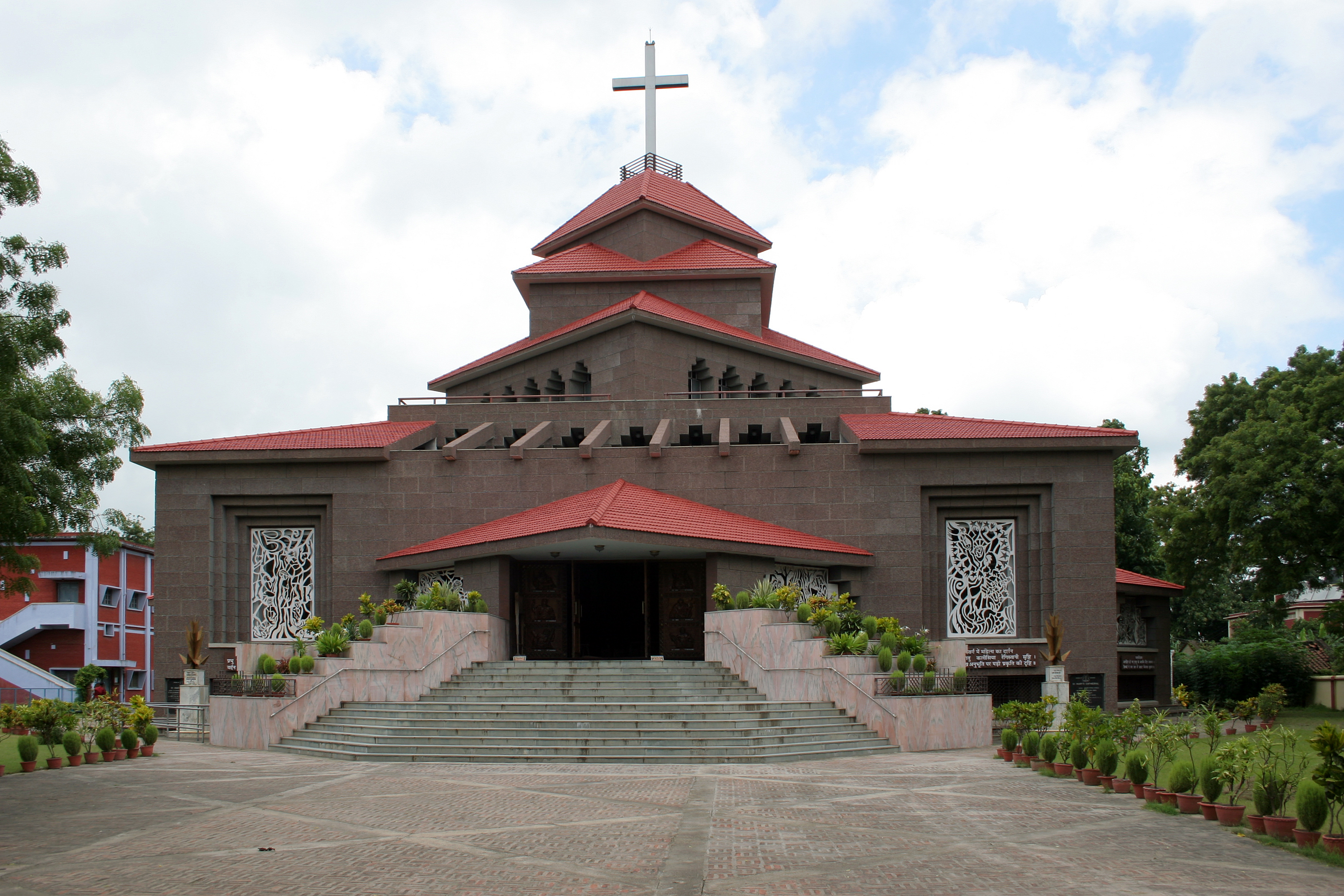
Saint Mary’s Cathedral in Varanasi

## Geschichte
Das Bistum Varanasi wurde am 11. Juli 1946 durch Papst Pius XII. aus Gebietsabtretungen des Bistums Allahabad als Apostolische Präfektur Gorakhpur errichtet. Am 17. September 1958 wurde die Apostolische Präfektur Gorakhpur in Apostolische Präfektur Benares-Gorakhpur umbenannt. Die Apostolische Präfektur Benares-Gorakhpur wurde am 5. Juni 1970 zum Bistum erhoben und in Bistum Banaras umbenannt. Das Bistum wurde dem Erzbistum Agra als Suffraganbistum unterstellt. Am 14. Mai 1971 erfolgte die Umbenennung in Bistum Varanasi. Das Bistum Varanasi gab am 19. Juni 1984 Teile seines Territoriums zur Gründung der Eparchie Gorakhpur ab.

## Territorium
Das Bistum umfasst die Distrikte Varanasi, Azamgarh, Ballia, Chandauli, Ghazipur, Jaunpur und Mau im Bundesstaat Uttar Pradesh.

## Ordinarien

### Apostolische Präfekten
- 1947–1970 Joseph Emil Malenfant OFMCap

### Bischöfe
- 1970–2007 Patrick Paul D’Souza
- 2007–2013 Raphy Manjaly, dann Bischof von Allahabad
- seit 2015 Eugene Joseph (seit 2013 bereits Diözesanadministrator)